# Liste der Bischöfe von Clogher
Die Diözese von Clogher besteht sowohl in der römisch-katholischen Kirche als auch in der anglikanischen Kirche (Church of Ireland).

## Römisch-katholische Kirche
Die folgenden Personen waren römisch-katholische Bischöfe von Clogher in Nordirland:
- Heiliger Macartin oder Ferdachrioch (ca. 493)
- Heiliger Tigernach (bis 506)
- Heiliger Sinell (bis 550)
- Feidlimid
- Heiliger Laserian (bis 571)
- Heiliger Aidan (auch Bischof von Lindisfarne)
- Airmeadach
- Foeldobar (bis 731)
- Ailill (bis 898)
- Heiliger Cenfail (bis 929)
- Cináeth Ua Baígill 			(bis 1135)
- Gilla Críst Ua Morgair (Christian O’Morgair, Croistan Ó Morgair)			(1135–1138)	(verlegt Bischofssitz nach Louth)
- Áed Ua Cáellaide (Edan O’Kelly)			 (1138–1178)
- Mael Ísu Ua Cerbaill (Maelisu O’Carroll, Moelisa O’Carol, Malachias) 			(1178–1186/7)	(auch Erzbischof von Armagh)
- Gilla Críst Ua Mucaráin (Christian O’Macturan) 		(ca. 1187–1193)
- Máel Ísu Ua Máel Chiaráin (Moelisa Mac-Mail-Ciaran), O.Cist. 		(1194–1197)
- Gilla Tigernaig Mac Gilla Rónáin 	(ca. 1197–1218)
- Donatus Ó Fidabra (Thomas)			(ca. 1218–1227) (danach Erzbischof von Armagh)
- Nehemias Ó Brácáin (O’Brogan), O.Cist. 			(1227–1240)
- David Ó Brácáin, O.Cist. 			(ca. 1245–1267)
- Michael Mac an tSáir (MacAntsair)			(1268–1287)
- Matthäus Mac Cathasaigh I. (MacCatusaid)		(1287–1310)
- Heinrich (Henricus) 			(um 1310 bis ca. 1316)
- Gelasius alias Cornelius Ó Bánáin (Gelasius O’Banan) 	(ca. 1316–1319)
- Nikolaus Mac Cathasaigh 		(1320–1356)
- Brian Mac Cathmhaoil (Bernard MacCamaill)		(1356–1358)
- Matthäus Mac Cathasaigh II. 		(von ca. 1361)
- Aodh Ó hEóthaigh (alias Hugh Ó Neill oder Odo O’Neal) 	(bis 1369)
- Johannes Ó Corcráin, O.S.B. 			(1373–ca. 1389)
- Art Mac Cathmhaoil (Arthur MacCamaill)			(1390–1432)
- Piaras Mag Uidhir (Peter Macguire) 			(1433–1447)
- Rossa mac Tomáis Óig Mág Uidhir (Roger Macguire)	(1450–1483)
- Florence Woolley, O.S.B. 			(1475–1500)
- Niall mac Séamuis Mac Mathghamhna 	(1484–1488)
- John Edmund de Courcy, O.F.M. 			(1484–1494)	(auch Bischof von Ross)
- Séamus mac Pilib Mac Mathghamhna (James McMahon) 	(1494–1503) (danach Bischof von Derry)
- Andreas 				(1500–1502)
- Nehemias Ó Cluainín (Nehemiah Clonin), O.E.S.A. 			(1502–1503)
- Giolla Pádraig Ó Condálaigh (Patrick O’Conolly, Patritius)	(1504)
- Eoghan Mac Cathmhaoil (Eugene Mac Camoeil, Eugenius oder Owen McCaul)		(1505–1515)
- Pádraig Ó Cuilín (Patrick Cullen), O.E.S.A.			(1516–1534)
- Hugh O’Carolan (Hugh O’Cervallan) 			(1537–1569)
- Raymond MacMahon 			(1546–1560)
- Cornelius MacArdel1 			(1560–1592)
- Sedisvakanz (1592–1609)
- Eugene Matthews 			(1609–1611)	(danach Erzbischof von Dublin)
  - Patrick Quinn (1622, Apostolischer Vikar)
- Heber MacMahon 			(1643–1650)	(vorher Bischof von Down und Connor)
  - Philip Crolly (1651, Apostolischer Vikar)
- Patrick Duffy, O.F.M. 				(1671–1675)
- Patrick Tyrrell, O.F.M. 			(1676–1689)	(danach Bischof von Meath)
- Sedisvakanz (1689–1707)
- Hugh MacMahon 				(1707–1715) (danach Erzbischof von Armagh)
- Bernard MacMahon 			(1727–1737) (danach Erzbischof von Armagh)
- Ross MacMahon 				(1738–1747) (danach Erzbischof von Armagh)
- Daniel O’Reilly 			(1747–1778)
- Hugh O’Reilly 				(1778–1801)
- James Murphy 				(1801–1824)
- Edward Kernan 				(1824–1844)
- Charles MacNally 			(1844–1864)
- James Donnelly 			(1865–1893)
- Richard Owens 				(1894–1909)
- Patrick McKenna 			(1909–1942)
- Eugene O’Callaghan 			(1943–1969)
- Patrick Mulligan 			(1970–1979)
- Joseph Duffy 				(1979–2010)
- Liam MacDaid (2010–2016)
- Lawrence Duffy (seit 2018)

## Anglikanische Kirche
Die Liste der anglikanischen Bischöfe von Clogher ist:
- 1535–1569: Hugh O’Carolan (Hugh O’Cervallan), zugleich als römisch-katholischer Bischof geführt
- 1570–1571: Miler Magrath
- 1571–1603: Sedisvakanz
- 1603: Denis Campbell (starb noch vor der Bischofsweihe)
- 1603–1605: Sedisvakanz
- 1605–1621: George Montgomery
- 1621–1645: James Spottiwood
- 1645–1661: Henry Jones
- 1661–1671: John Leslie
- 1671–1672: Robert Leslie
- 1672–1687: Roger Boyle
- 1687–1690: Sedisvakanz
- 1690–1697: Richard Tennison
- 1697–1717: St. George Ashe
- 1717–1745: John Stearne
- 1745–1758: Robert Clayton
- 1758–1782: John Garnett
- 1782–1795: John Hotham
- 1796–1797: William Foster
- 1797–1819: John Porter
- 1819–1820: John Beresford
- 1820–1822: Percy Jocelyn
- 1822–1850: Robert Tottenham
- 1850 − 1886 vereinigt mit der Diözese von Armagh
- 1886–1902: Charles Stack
- 1903–1907: Charles D’Arcy
- 1908–1923: Maurice Day
- 1923–1943: James MacManaway
- 1944–1958: Richard Tyner
- 1958–1969: Alan Buchanan
- 1970–1973: Richard Hanson
- 1973–1980: Robert Heavener
- 1980–1986: Gordon McMullan
- 1986–2001: Brian Hannon
- 2001–2011: Michael Jackson
- 2011–2020: John McDowell
- seit 2021: Ian Ellis